# کالییون، استرالیای غربی
کالییون (به انگلیسی: Callion, Western Australia) یک شهر رها شده در منطقه گلدفیلدز-اسپرانس در غرب استرالیا است. این شهر بین کولگاردی و Leonora است.

## تاریخچه
در سال ۱۹۸۵ در این شهر طلا کشف شد و باعث رونق گرفتن این شهر شد.
معدن بانوی سات یکی از اولین معادن واقع در این منطقه است که در سال ۱۸۹۹ فعال بود. در سال ۱۸۹۷ در این شهر ۲۰ ماشین سنگ کوبی نصب شد و تا سال ۱۹۰۲ ادامه داشت.
در این شهر یک گورستان قدیمی وجود داشت که در حال حاضر بخشی از ایستگاه Credo Station است.